# Дем'янчук Сергій Станіславович
Сергій Станіславович Дем'янчук (нар. 16 жовтня 1986) — український волейболіст, дворазовий дефлімпійський чемпіон (2005, 2013) та срібний призер (2009).

## Життєпис

### Дефлімпійські ігри 2009
Літні Дефлімпійські ігри 2009 відбувались у Тайбеї. У рамках ігор пройшов турнір з волейболу, на якому чоловіча збірна команда України виборола срібло Дефлімпіади, поступившись у фіналі команді з Росії.

### Дефлімпійські ігри 2013
Літні Дефлімпійські ігри 2013 відбувались з 26 липня по 4 серпня. У рамках ігор пройшов турнір з волейболу, на якому вперше за історію Ігор чоловіча збірна команда України здобула золото Дефлімпіади, перемігши команду з Росії.